# Nissan (rijeka)
Nissan je rijeka u švedskoj pokrajini Halland koja se u gradu Halmstadu ulijeva u Kattegatu. Sa svojih 186 km je jedna od najduljih rijeka po dužini u južnoj Švedskoj.

## Vanjske poveznice
|  | Zajednički poslužitelj ima još gradiva o temi Nissan (rijeka) |